# Ambassade d'Islande en France
L'ambassade d'Islande en France est la représentation diplomatique de la république d'Islande auprès de la République française. Elle est située 52 avenue Victor-Hugo, dans le 16e arrondissement de Paris, la capitale du pays. Son ambassadrice est, depuis 2020, Unnur Orradóttir-Ramette.

## Histoire
L'ambassade d'Islande se trouvait auparavant au 124 boulevard Haussmann, dans le 8e arrondissement.
Le consulat se trouve 8 avenue Kléber (16e arrondissement).

## Ambassadeurs d'Islande en France
Les ambassadeurs d'Islande en France ont été successivement :
| Date de nomination | Date de nomination | Date de remise des lettres de créance | Date de remise des lettres de créance | Ambassadeur                   |
| ------------------ | ------------------ | ------------------------------------- | ------------------------------------- | ----------------------------- |
| ?                  |                    | 1946                                  |                                       | Pétur Benediktsson            |
| ?                  |                    | 26 juillet 1956                       | [ JORF 1 ]                            | Agnar Klemens Jónsson         |
| ?                  |                    | 27 janvier 1961                       | [ JORF 2 ]                            | Hans G. Andersen              |
| ?                  |                    | 13 juillet 1962                       | [ JORF 3 ]                            | Pétur Jens Thorsteinsson (is) |
| ?                  |                    | 18 septembre 1965                     | [ JORF 4 ]                            | Henrik Sveinsson Björnsson    |
| ?                  |                    | 28 avril 1976                         | [ JORF 5 ]                            | Einar Benediktsson            |
| ?                  |                    | 9 novembre 1982                       | [ JORF 6 ]                            | Tómas Ármann Tómasson         |
| ?                  |                    | 1985                                  |                                       | Haraldur Kröyer               |
| ?                  |                    | 9 juin 1989                           | [ JORF 7 ]                            | Albert Guðmundsson            |
| ?                  |                    | 25 mai 1994                           | [ JORF 8 ]                            | Sverrir Haukur Gunnlaugsson   |
| ?                  |                    | 18 mai 1999                           | [ JORF 9 ]                            | Sigríður Ásdís Snævarr        |
| ?                  |                    | 11 janvier 2005                       | [ JORF 10 ]                           | Tómas Ingi Olrich (en)        |
| ?                  |                    | 15 janvier 2010                       | [ JORF 11 ]                           | Þórir Ibsen                   |
| ?                  |                    | 6 juin 2011                           | [ JORF 12 ]                           | Berglind Ásgeirsdóttir        |
| ?                  |                    | 13 novembre 2016                      | [ JORF 13 ]                           | Kristján Andri Stefánsson     |

- Depuis 2020 : Unnur Orradóttir-Ramette

## Consulats
Outre la section consulaire de l'ambassade à Paris, l'Islande possède des consulats honoraires à Caen, Marseille, Nice, Lyon, Strasbourg, Bordeaux, et un vice-consulat honoraire à Dieppe.